# Philippe Millereau
Vous lisez un « bon article » labellisé en 2010.
Pour les articles homonymes, voir Millereau.
Philippe Millereau (né vers 1570, mort en 1610 à Paris) est un peintre maniériste français de la fin du XVIe et du début du XVIIe siècle, actif pendant le règne d'Henri IV, assimilé à la seconde école de Fontainebleau, dont il reste une figure assez secondaire et peu connue ; on note chez lui une influence nette de Toussaint Dubreuil, mais aussi d'artistes italiens comme Nicolò dell'Abbate, et de peintres flamands. Il est vu par les historiens de l'art comme un « petit maître » de cette période.

## Biographie
Artiste très peu connu, si ce n'est par les recherches de Charles Sterling (les plus complètes) et de Sylvie Béguin, Millereau reste associé à la seconde école de Fontainebleau.
Issu d'une famille de peintres, probablement d'origine champenoise, il s'installe à Paris, et épouse une certaine Louise Belanger (ou Beranger), dont il a deux enfants : Jean (né le 7 août 1600) et Marie (née le 17 mars 1605, morte avant 1611 car ne figurant pas dans l'inventaire après décès de son père). Son fils Jean II Millereau, mais aussi son frère Jean Ier Millereau, sont également peintres. On ignore le déroulement de sa carrière. En 1600, il habite rue du Temple, paroisse Saint-Nicolas, à Paris, puis est mentionné comme « maître peintre à Saint-Germain-des-Prés » en 1602, et signe le 13 août 1602 un contrat de bail pour quatre ans pour une maison située devant le marché Saint-Germain de Paris, tandis que ses deux enfants sont baptisés en l'église Saint-Sulpice en 1606 et 1607. Parmi les parrains de ses enfants, on peut citer un certain Jean Millereau, Daniel Berthin, et Louis Poirier.
Il semble avoir enseigné son art, un contrat d'apprentissage ayant été signé le 10 février 1604 en faveur de Bernard de Mialle. Sa présence est attestée à Reims en 1609. Il décède l'année suivante à Paris. Il est enterré le 10 avril 1610 en l'église Saint-Sulpice. L'inventaire de ses biens après décès, réalisé le 10 juin 1611, liste plusieurs tableaux du peintre : Une dame et plusieurs déesses, Deux têtes peintes, Jugement de Michel Lange dépeint sur une carte de papier. Cet inventaire trahit en outre des conditions d'existence assez modestes.

## Œuvres et influences

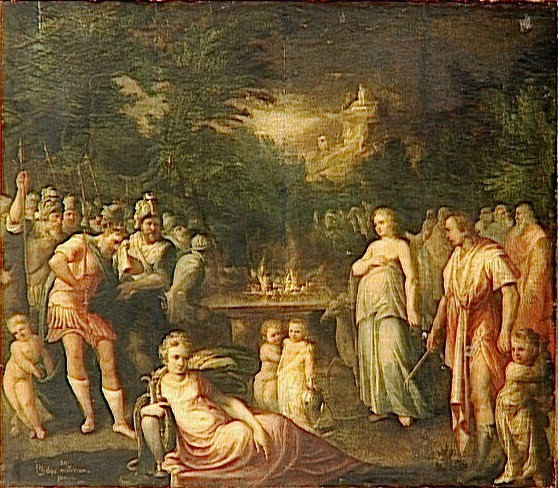
Le sacrifice d'Iphigénie, huile sur bois, Fontainebleau, musée national du château.

On ne connaît de lui que trois tableaux, tous à sujet mythologique, et s'inscrivant dans un paysage : Le sacrifice d'Iphigénie (Fontainebleau, musée national du château), Vénus, Vulcain et l'Amour dit parfois Thétis priant Vulcain de forger les armes de son fils (huile sur bois, Reims, musée des beaux-arts, provenant de l'ancien hôtel de l'abbaye d'Avenay où le tableau était utilisé comme dessus-de-cheminée), et Cérès et Bacchus (Châlons-en-Champagne, musée des beaux-arts et d'Archéologie). Un quatrième tableau, récemment retrouvé et acquis par le Centre des Monuments Nationaux français pour le musée du château d'Azay-le-Rideau pourrait lui être attribué, sur des critères stylistiques : La Vision de Constantin. Le nom de Jacob Bunel a également été avancé comme auteur possible de cette composition.

### Le sacrifice d'Iphigénie
Le tableau le plus célèbre de Philippe Millereau est Le Sacrifice d'Iphigénie (huile sur bois, Fontainebleau, musée national du château), vu par Charles Sterling en 1936 dans une collection particulière parisienne, acquis en 1937 par le château de Fontainebleau, et présenté lors de l'exposition sur l'école de Fontainebleau au Grand Palais en 1972-1973. Illustrant toutes les influences du peintre, tant dans les références à Toussaint Dubreuil qu'à des artistes italiens (Nicolò dell'Abbate) et flamands, ce tableau de dimensions moyennes et relativement bien conservé permet de donner un aperçu de son art et de son style.
Plongé dans un obscur et dense paysage forestier, se dresse au centre de la composition l'autel sacrificiel. Au premier plan, une allégorie marine couchée sur le sol (probablement celle du port d'Aulis où se passe la scène), tient une aiguière argentée. Derrière elle, de petits enfants, caractéristiques des compositions de Millereau, précèdent Iphigénie, vêtue d'une tunique bleue, sur la droite. En vis-à-vis, de l'autre côté de l'autel, son père le roi Agamemnon, vêtu d'une moulante cuirasse rougeâtre (un poncif dans les costumes guerriers de la seconde école de Fontainebleau) se lamente déjà, non loin de ses soldats, prêts au départ. Millereau a choisi de représenter la scène du Sacrifice d'Iphigénie dans un moment de transition: la partie gauche semble illustrer la situation précédent le supplice, affichant le roi effondré par ce sacrifice, tandis que la partie droite montre l'issue heureuse du mythe. Iphigénie (qui peut être aussi identifiée à Diane elle-même), se tient aux côtés d'une biche (symbole de la déesse), qui va remplacer la jeune princesse sur l'autel, et permettre ainsi aux achéens de voguer vers Troie, grâce à des vents redevenus favorables. Le prêtre, debout à droite de la composition, ainsi que l'assistance, regardent la scène stupéfait par le prodige. Le manteau rouge de l'officiant répond à la cuirasse d'Agamemnon, de même que se répondent les deux enfants se tenant à leur côté, et qui ferment la scène, jouant ainsi le rôle de figures repoussoir conduisant le regard du spectateur vers les enfants se situant au centre du tableau.

### Un peintre parisien au carrefour des influences
Philippe Millereau semble avoir suivi de près la carrière de Toussaint Dubreuil, si l'on en juge par la ressemblance de certains types, et par le traitement des costumes et des plis des drapés (parallèles ou en entonnoir), que l'on retrouve chez les deux peintres. Cette filiation est notamment visible dans Cérès et Bacchus (où les mêmes types de figures se retrouvent), et dans Le Sacrifice d'Iphigénie (où l'on observe les mêmes types de costumes et un traitement similaire des drapés). Cependant, Millereau n'atteint pas le talent de Dubreuil, et « s'inspire de Dubreuil avec une grâce familière un peu provinciale ». Il est possible que Millereau ait participé auprès de l'équipe de Dubreuil à la restauration de la galerie d'Ulysse du château de Fontainebleau, et ait été ainsi amené à copier et à dessiner certaines fresques du Primatice. Sterling attribue ainsi à Millereau un dessin, Le Retour d'Ulysse, passé en vente à Berlin en 1931 sous le nom du Primatice.
Millereau s'inscrit également dans l'héritage de Nicolò dell'Abbate, peintre italien de la première école de Fontainebleau, notamment dans l'art du paysage (où Millerau emprunte aussi à Dubreuil et Ambroise Dubois), particulièrement visible dans Vénus, Vulcain, et l'Amour, où le paysage en arrière-plan, mais aussi les personnages peu allongés, les coloris chauds (des roux associés à des verts profonds) rappellent l'œuvre de Nicolò dell'Abate. La tête de Vénus peut d'ailleurs être rapprochée d'une des femmes de La Continence de Scipion (Paris, musée du Louvre), du peintre italien, tandis que la naïade au premier plan du Sacrifice d'Iphigénie (elle serait une allégorie du port d'Aulis où se situe la scène) adopte une posture analogue à la source visible au premier plan du Rapt de Proserpine de dell'Abate. Dans Le Sacrifice d'Iphigénie, le coup de lumière théâtral du paysage, ainsi que les empâtements aux frondaisons, rappellent encore une fois le travail de Niccolo.
Enfin, Sterling dresse une troisième filiation, liant cette fois Millereau à la peinture flamande. Cette association est à mettre notamment sur le compte des paysages un peu théâtraux et magiques de l'artiste, éclairés par une lumière onirique et mystérieuse, que l'on retrouve parfois chez les peintres du Nord (parmi lesquels Sterling cite Pieter Schoubroeck, Anthonie Mirou, et Frederick van Valckenborgh. Sterling le qualifie de « petit maître personnel, pourvu d'une grâce moins apprêtée que celle de Dubreuil, et d'une sorte de santé qui l'apparente un peu aux Flamands italianisés de son temps », et le compare à Jérôme Francken, ou encore à Hendrick van Balen, pour le traitement des petits enfants dodus que l'on observe dans Le Sacrifice d'Iphigénie. On peut également citer Frans Floris, Hendrik Goltzius, et Abraham Bloemaert, comme de possibles modèles. Le support de ses tableaux (le bois) rappelle également les écoles du Nord.
L'étude de Sterling conclut assez justement par un constat selon lequel Millereau, bien que restant incontestablement attaché à la seconde école de Fontainebleau, s'en distingue légèrement grâce à ses multiples inspirations, et à un style singulier. Sterling affirme que « cette touche familière alliée à une grâce aisée et une composition calme, statique, donne au tableau de Millereau Le Sacrifice d'Iphigénie, une certaine autorité, lui ménage une place à part au milieu de l'agitation dansante de la seconde école. Il nous repose des artifices souvent par trop gratuits de celle-ci ».
Si son œuvre témoigne ainsi de l'influence des artistes bellifontains sur la peinture parisienne de l'époque, Philippe Millereau reste un « petit maître » de la peinture française, et sa vie, encore peu connue et mal documentée, ne permet pas de cerner avec assurance son œuvre, et son rôle dans la peinture française du début du XVIIe siècle.

## Liste des œuvres
| Tableau | Titre                      | Date | Dimensions   | Notes | Lieu de conservation                                        |
| ------- | -------------------------- | ---- | ------------ | --- | ----------------------------------------------------------- |
|         | Le Sacrifice d'Iphigénie   |      | 81 × 91 cm   | huile sur bois. Signé « Philippe Millereau pinxit »                                                       | Fontainebleau, musée national du château                    |
|         | Vénus, Vulcain, et l'Amour | 1609 | 78 × 148 cm  | huile sur bois. Signé : Philipes Millereau, inventor et pinxit, 1609. Don au musée par J.Boullaire, 1875. | Reims, musée des beaux-arts                                 |
|         | Cérès et Bacchus           |      | 80 × 133 cm  | huile sur bois. Signé : Philippe Millereau pinxit. Don au musée par Baptiste Lemaire                      | Châlons-en-Champagne, musée des beaux-arts et d'Archéologie |
|         | La Vision de Constantin    |      | 121 × 155 cm | huile sur toile (attribué à Philippe Millereau ou à Jacob Bunel)                                          | Azay-le-Rideau, musée du château                            |

- Le retour d'Ulysse, dessin, (vente du comte R de V, du 4 au 6 mai 1931 à Berlin, sous le nom de Primatice, signalé par Charles Sterling comme étant une œuvre probable de Millereau)[14].